# Благоя Лактински
Благоя Лактински (на македонска литературна норма: Благоја Лактински) е поет от Република Македония.

## Биография
Роден е през 1942 година в охридското село Лактине, тогава анексирано от Царство България. Завършва средно образование. Работи като новинар в Македонското радио. Член е на Дружеството на писателите на Македония от 1967 година.
Умира в Скопие на 12 януари 2006 след кратко боледуване.